# 릴리에
릴리에는 닌텐도와 게임 프리크의 《포켓몬스터》 시리즈에 등장하는 가공의 인물이다. 2016년 비디오 게임 《포켓몬스터 썬·문》에서 처음 등장했다. 애니메이션 《포켓몬스터 썬&문》 등 포켓몬 매체들에 출연했다.

## 정보
어린 시절 때부터 포켓몬을 좋아하고 있었으며, 4년 전 울트라비스트이며 자신과 똑닮은 생물의 습격을 받은 트라우마로 포켓몬을 만지지 못하게 되지만 49화에 오빠인 글라디오의 실버디가 구해준 뒤로 트라우마를 극복하고 다시 포켓몬을 만지게 되었다. 당당하고 포기하는 법이 없다. 지금은 루자미네, 글라디오와 아버지를 찾고 있다.

## 소지 포켓몬
| 포켓몬   | 도감번호 | 잡은 에피소드                          | 놓아준 에피소드 |
| -------- | -------- | -------------------------------------- | --------------- |
| 식스테일 | #037     | 포켓몬스터 썬&문 제14화 2017년 5월 9일 | 현재 소유 중    |

이름은 하양이로  알 두 개 중의 하나 꽃무늬가 있는 것을 골라 돌보게 되어서, 계속 돌보다가 태어난다.
릴리에가 처음으로 만져보고 친해진 포켓몬이다.
- 피카츄:30화
- 바랜드:32화
- 코스모그:44화
- 파비코리:61화
- 마기아나:146화

## 홍보
일본 기업 굿 스마일 컴퍼니는 릴리에의 피규어 여러 종을 발매했다. 2017년 11월에 포켓몬 코스모스와 함께 있는 넨도로이드가 발매됐다.

## 반응
《포켓몬스터 썬·문》에서 출연한 이래로 릴리에는 대체적으로 긍정적인 반응을 얻었다. 발매 당시 《썬·문》 플레이어들에게 인기가 많았다. 〈디스트럭토이드〉의 크리스 카터는 《썬·문》의 좋은 요소들 중 하나로 릴리에를 선정했다. 〈VG247〉의 알렉스 도널드슨은 릴리에를 보고 "사랑스럽다"고 표현하며 영어 현지화가 인물의 성격을 살린 점을 칭찬했다. 〈디 A.V. 클럽〉의 닉 완저스키는 릴리에가 평화주의자의 길을 포기한 선택에 동의하지 않았지만 릴리에가 어머니와 화해하는 과정이 만족스러웠다고 평을 남겼다.〈폴리곤〉의 알레그라 프랭크와 시몬 드 로슈포르는 릴리에를 2016년 최고의 비디오 게임 여인들 중 하나로 선정했다. 두 사람은 게임 내에서 릴리에의 이야기에 집중하며 그가 한계를 극복하고 고난을 이겨내며 강해지는 점에 주목했다. 또한 프랭크는 《울트라 썬·울트라 문》이 릴리에의 이야기를 확장한 것을 칭찬했다. 프랭크는 애니메이션 《포켓몬스터》 999화 및 1000화에서의 릴리에의 등장을 칭찬하며 포켓몬에 대한 공포에 다룬 것에 공감했다고 기술했다.
〈더 메리 수〉의 댄 밴 윙클은 《포켓몬스터 썬·문》의 후속작에서 결말부에 《포켓몬스터 레드·그린》의 무대 관동지방으로 향한 릴리에의 후속 이야기를 원한다고 기사를 작성했다. 〈더 메리 수〉의 다른 기자 페이지 라이먼은 릴리에의 인물호와 플레이어 캐릭터와 나누는 우정이 게임의 명장면이었다고 보도했다. 한편 〈볼 스테이트 데일리〉의 에밀리 루벤은 《썬·문》가 플레이어 캐릭터 대신 릴리에에 시간을 집중한 것에 대해 비판했다. 또한 《울트라 썬·울트라 문》이 릴리에의 비중을 확장한 것에도 비판을 가했다.

## 참조

### 내용주
1. ↑  영어: Lillie, 일본어: リーリエ